# Le Point du jour (film)
Pour les articles homonymes, voir Le Point du jour.
Pour plus de détails, voir Fiche technique et Distribution.
Le Point du jour est un film français réalisé par Louis Daquin, sorti en 1949. C'est le premier rôle de Michel Piccoli au cinéma.

## Synopsis
L'histoire au quotidien de ceux qui travaillent dans une mine du Nord, dans les années 1900 : un fils et petit-fils de mineurs qui ne veut pas avoir le même destin qu'eux ; Larzac, un ingénieur des mines, issu d'une famille bourgeoise, qui découvre le monde des mineurs ; un jeune couple d'amoureux.

## Fiche technique
- Titre : Le Point du jour
- Réalisation : Louis Daquin[1]
- Assistants réalisateur : Stellio Lorenzi et Sacha Vierny[1]
- Scénario et dialogues : Vladimir Pozner[1]
- Photographie : André Bac[1]
- Montage : Claude Nicole[1]
- Musique : Jean Wiéner[1]
- Décors : Paul Bertrand[1]
- Son : Tony Leenhardt[1]
- Directeur de production : Pierre Joly
- Société de production : Ciné France
- Tournage : Liévin (Pas-de-Calais), en partie rue Montgolfier
- Format : Noir et blanc - 35 mm - 1,37:1 - Mono
- Pays d'origine :  France
- Genre : Film dramatique
- Durée : 101 minutes
- Date de sortie : 
  - France : 7 avril 1949

## Distribution
- Jean Desailly : Larzac[1]
- René Lefèvre : Dubard[1]
- Marie-Hélène Dasté : Mme Bréhard[1]
- Michel Piccoli : Georges Gohelle[1]
- Loleh Bellon : Marie Brejard[1]
- Paul Frankeur : Bac[1]
- Jean-Pierre Grenier : Marles[1]
- Catherine Monot : Louise[1]
- Guy Sargis : Roger[1]
- Gaston Modot : Tiberghien[1]
- Serge Grave : Corentin[1]
- Hélène Gerber : Emma Marles[1]
- Pierre Latour : Noël[1]
- Léon Larive : Vetusto[1]
- Suzanne Demars : la mère Gohelle[1]
- Lise Graf : la mère Marles[1]
- Guy Favières : un vieux mineur[1]
- Julien Verdier : un mineur
- Louis Daquin : un mineur

## Motivations du réalisateur
Au même moment, un documentaire de Louis Daquin, La Grande Lutte des mineurs, qui témoigne des grèves de 1947 et de la grande grève des mineurs de 1948, a été interdit par la censure. Interrogé sur ses motivations, le réalisateur répond : « J’ai choisi les mineurs, c’est simple, parce que toute une partie de ma famille habitait le Bassin minier que j’ai traversé souvent dans mon enfance et cela m’avait toujours beaucoup impressionné ». Au bout du compte, Le Point du jour ne sera pas entièrement conforme au projet initial de son auteur.

## Censure des Houillères et coupes au montage
Le projet de ce film a été conçu en 1946. Mais entre la conception puis le tournage et le montage à Lens et Liévin, les événements se sont précipités : la direction des Houillères, après les grèves de 1947, se montre beaucoup moins favorable au film et, pour avoir mis à disposition ses installations lors du tournage, exige de nombreuses coupes au montage. Les divergences entre la production et la direction se traduisent par une forme de censure exercée par le service de communication des Charbonnages, puis sont surmontées par un accord conclu le 25 mai 1948 : 65 coupes, restrictions et modifications, sont apportés au scénario, pour le rendre cohérent avec la propagande du moment, celui de la « bataille du charbon ».
Le film amoindrit le niveau de silicose, et évite de parler des amendes. Lorsque le réalisateur Louis Daquin décrit dans son scénario les craquements de la mine, on peut lire dans la marge l'annotation « contre-propagande ». Parmi les modifications importantes, celles concernant l'évocation de la catastrophe de Courrières : la date est supprimée du commentaire, le nombre de victimes passe de 1 100 morts à « plus de 300 », et le nom du puits est modifié.
Le film est projeté pour la première fois à Paris, fin décembre 1948. Mais seulement en décembre 1949 pour les habitants du bassin minier où il a été tourné, alors que Daquin avait promis une grande avant-première à Lens.